# San Pedro del Gallo
San Pedro del Gallo är en ort i Mexiko.   Den ligger i kommunen San Pedro del Gallo och delstaten Durango, i den centrala delen av landet, 900 km nordväst om huvudstaden Mexico City. San Pedro del Gallo ligger 1 654 meter över havet och antalet invånare är 634.
Terrängen runt San Pedro del Gallo är kuperad åt sydost, men åt nordväst är den platt.  Trakten runt San Pedro del Gallo är nära nog obefolkad, med mindre än två invånare per kvadratkilometer. Närmaste större samhälle är San Luis del Cordero, 16,6 km söder om San Pedro del Gallo. Omgivningarna runt San Pedro del Gallo är i huvudsak ett öppet busklandskap.